# ウクライナとジョージアの関係
本項では、ウクライナとジョージアの関係（ウクライナとジョージアのかんけい、ウクライナ語: Українсько-грузинські відносини、グルジア語: საქართველო-უკრაინის ურთიერთობები）について、冷戦終結後を中心に解説を行う。
グルジア人とウクライナ人の関係は、中世から発展し続けてきた。ソビエト連邦からの独立以来、ウクライナ、ジョージア両国は互いを戦略的パートナーと捉え、政治的・文化的に近しい関係を築いてきた。現在、両国の外交関係は大使館・領事館レベルの交流が実現されている。2022年現在のウクライナ特命全権大使はミコラ・スプィス、ジョージア特命全権大使はグリゴル・カタマゼである。
なお、本項目では基本的に、2015年4月以前の国家名称については「グルジア」、それ以後についてと地域については「ジョージア」と表記する。

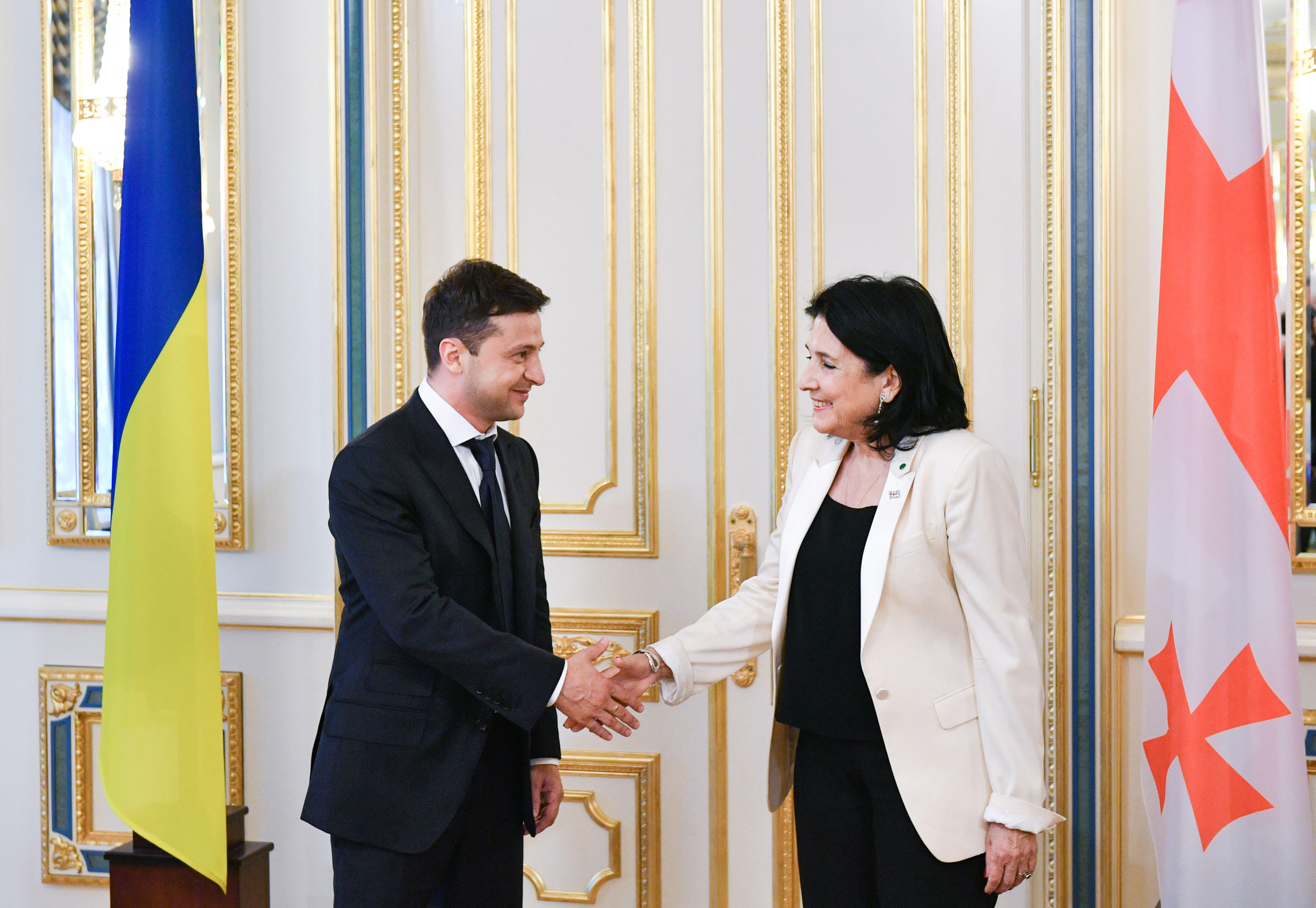
サロメ・ズラビシュヴィリとウォロディミル・ゼレンスキー。キーウ、マリインスキー宮殿にて。

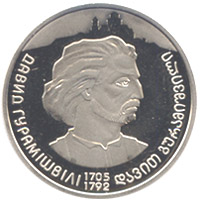
ダヴィド・グラミシヴィリ記念のフリヴニャ硬貨。2005年鋳造。

## 初期の接触
ジョージア・ウクライナ両国の、最初の重要な接触は18世紀であった。名高いジョージアの詩人であり、著名な将校であったダヴィド・グラミシヴィリの生涯と彼の詩作は、ウクライナと密接に結びついていた。1760年、グラミシヴィリは、現在のポルタヴァ州の町、ミルゴロドに移り住み、終生をここで過ごした。グラミシヴィリはジョージアにまだ住んでいたころから文学活動に勤しんでいたが、詩人としての才能はウクライナでこそ花開くこととなった。自伝的な詩集であり、グラミシヴィリの代表作でもある『ダヴィティアニ』（1787年）はウクライナで完成している。グラミシヴィリの別の詩、『楽しき春』は農奴への同情にあふれ、ウクライナ色が鮮明である。また、もうひとりの著名な移住者に、公子ニコライ・ツェルテレフ（ツェレテリ、1790年-1869年）がいる。ジョージア生まれでロシア式の教育を受けたものの、彼はウクライナで育ち、ウクライナの人々への愛着を持ち、最初期のウクライナ民俗愛好家の一人でもあり、断固たる地元愛を持ち合わせていた人物であった。
詩人、レーシャ・ウクライーンカは、1913年に夫のクリメント・クヴィトカとともにジョージアへと移り住んだが、ほどなくしてトビリシで病没している。ウクライーンカとタラス・シェフチェンコの詩は1922年にジョージア語訳が行われた（シェフチェンコの詩の大半は、ソビエト時代に入ってからもグルジア共和国の学校で教えられていた）。ウクライナとジョージアの人々は、双方が同じ政治的立場に置かれていることを認識した。両国はロシアによる支配に反対し、ツァーリズム、そして続くソビエト・ロシアによるロシア化への企てに抵抗した。

## ロシア革命後とソビエト時代

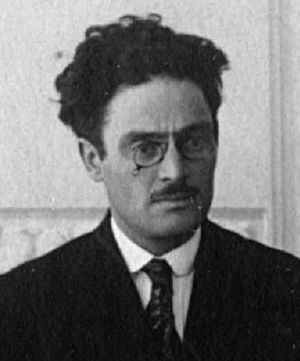
初代駐ウクライナ大使、ヴィクトル・テヴザイア（1920年撮影）

ロシア革命勃発後、両国はロシア帝国からの独立を宣言し、それぞれグルジア民主共和国とウクライナ人民共和国を成立させた。両共和国は互いを法的に承認し、国交を樹立した。ヴィクトル・テヴザイアは初代駐宇大使としてジョージアからウクライナに赴いた。1921年、両国は赤軍からの圧迫をうけ、1922年にはソビエト連邦に吸収された。1936年以降、ジョージアはグルジア・ソビエト社会主義共和国として、ウクライナはウクライナ・ソビエト社会主義共和国として公的に認知されることとなった。
1942年、ウクライナ民族主義者組織（略称OUN）の指導者であるステパーン・バンデーラは、ジョージア人に対し、ソビエト当局に対する民族解放のための闘争に参加するよう訴えた。1921年の赤軍によるグルジア侵攻を受け、ジョージアを離れポーランドに移住したものは少なくなかった。軍事的な訓練を受けていた者の多くはウクライナへと渡り、ソビエト政権と戦うウクライナ蜂起軍（Українська Повстанська Армія、略称UPA）に参加した。1943年、UPAの将軍ロマン・シュヘーヴィチが創設したUPAジョージア大隊（Грузинська дивізія УПА）は1945年まで存続した。

ソ連最後の年となった1991年3月、ウクライナは共和国として連邦制維持の賛否を問う国民投票に関わったが、グルジアは（アブハジアは別として）これをボイコットした。翌4月9日、グルジアはソビエト連邦からの独立を宣言した。一方、当時ソ連のなかでロシア・ソビエト連邦社会主義共和国に次ぐ広さを持っていたウクライナは、同年8月22日にモスクワで終息したクーデターから2日後の8月24日に独立を宣言した。その後、ウクライナ政府は同年12月1日に独立を問う住民投票を行った。この投票で、独立賛成は90％を超えた。このウクライナの分離独立によって、連邦制存続の可能性は、限定的な枠組みにおいては特に、失わることとなった。1991年12月25日、アメリカ合衆国はグルジア、ウクライナ両国の独立を承認した。

グルジア・ソビエト社会主義共和国の国旗
ウクライナ・ソビエト社会主義共和国の国旗

## 独立後

### アブハジア紛争

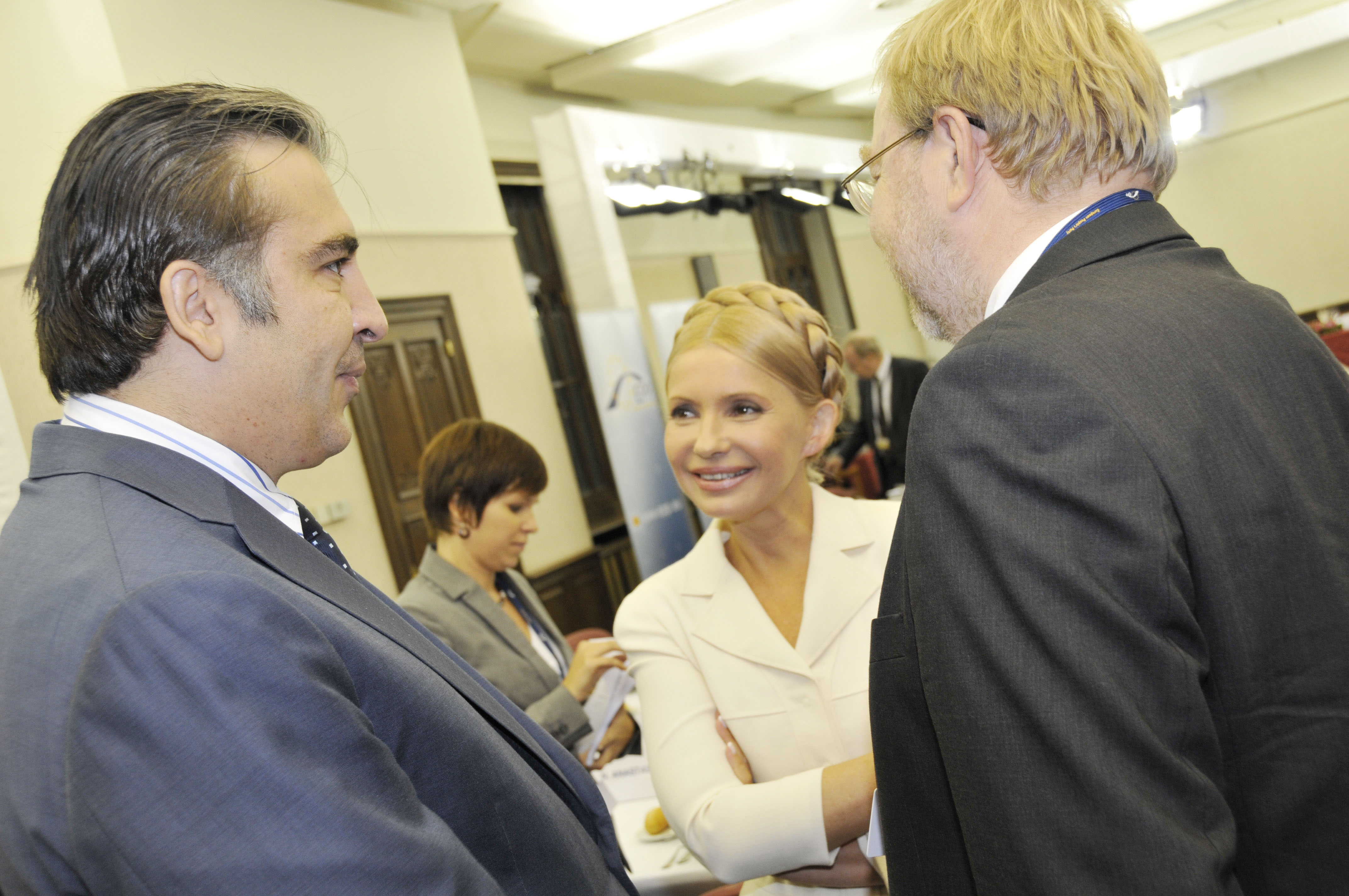
ユーリヤ・ティモシェンコとミヘイル・サアカシュヴィリ。2010年9月に開催された欧州人民党サミットにて。

アブハジア紛争のさなかであった1992年、ウクライナ民族会議は、ロシアの支援下のアブハジア分離主義勢力との戦いを繰り広げていたグルジアを支援するため、新設された準軍事組織、USNO-Argo（Ukrainian People's Self-Defence, Argo）への入隊を呼びかけた。USNO-Argo（アルゴナウタイにちなむ）は150名の戦闘員を伴ってアブハジアへ配備され、グルリプシ、シロマ、タミシ、スフミに駐屯した。ロシアとアブハジアによる1993年8月のシロマへの総攻撃の際は、ウクライナ人側が攻撃を退けたが大隊のうち7名が戦死した。しかしながら、同年9月15日、USNO-Argoは、数で勝るクバーニ・コサック軍によって、シロマから撤退した。USNO-Argoの戦闘員の一部はヴァフタング・ゴルガザリ第1級勲章が授与された。
1996年1月、ウクライナはアブハジアに対して経済制裁を科す独立国家共同体の条約に調印した。

### 1990年代から2000年代前期
シェワルナゼ政権下において、ジョージア政府はウクライナとの間に良好な関係を維持していたが、ジョージアにおいてバラ革命が、ウクライナにおいてオレンジ革命が発生してからの両国は、関係がいっそう強まることとなった。オレンジ革命のさなか、多くのジョージア人がヴィクトル・ユシチェンコ支援のためにキーウに集まった。両国は親西欧的な政治的志向を保ち、北大西洋条約機構ならびに欧州連合への加盟を熱望していた。ミヘイル・サアカシュヴィリとヴィクトル・ユシチェンコ両大統領の緊密な関係は、近年における両国の政治的一体性に大きな影響をおよぼした。

### ウクライナ東部での紛争とクリミア併合

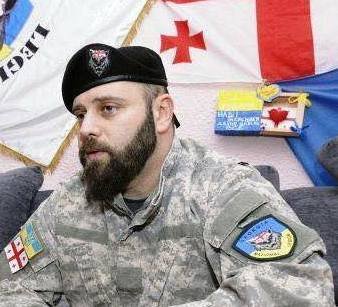
マムカ・マムラシビリ

2014年、ジョージアはロシアによるクリミアの併合を批難し、ウクライナへの支持を表明した。また、同政府はクリミアとの貿易ならびに金融取引を禁止した。これは、ウクライナ政府によるアブハジアや南オセチアとの取引制限と同様の措置であり、ウクライナの領土保全への支持をあらわすものであった。
これにくわえ、ドンバス戦争においては、ジョージア軍団がジョージア人義勇兵によって組織され、ウクライナ側にたって戦闘に参加した。部隊は2014年に編成され、2016年にはウクライナ軍の指揮下に入り、第25独立自動車化歩兵大隊「キエフ大公国」に配属された。この部隊は、ジョージアの退役軍人であるマムカ・マムラシビリが指揮している。

### 2015年以後
ジョージア前大統領ミヘイル・サアカシュヴィリは、2013年に二期目の任期満了後、すぐにジョージアを去り、ウクライナへと渡った。サアカシュヴィリは新政権によって刑事告発され、トビリシ市裁判所から欠席裁判で懲役6年の判決を受けた。ウクライナ政府はトビリシからサアカシュヴィリの引き渡し要請を受けたが、これを拒否した。2015年、ウクライナ大統領のペトロ・ポロシェンコはサアカシュヴィリを、同国最大の州であるオデッサ州の知事に任命した。彼の州知事への就任後、両国の関係は悪化し、数年の間、ウクライナ駐グルジア大使は存在しなかった。
2016年にサアカシュヴィリがオデッサ州知事職から退くと、両国間の関係は好転した。2017年3月、当時国際連合安全保障理事会の暫定理事国であったウクライナは、グルジアの領土保全を支持する決議案を提出した。しかしながら、これにロシアが常任理事国として拒否権を発動し、本決議案に関する議論は打ち切られた。またこの間、ジョージアとウクライナ、アゼルバイジャン、モルドバは、四カ国による経済組織であるGUAMを通じ、多国間の経済的なつながりを刷新している。
ジョージアとウクライナはまた、軍事的なつながりもある程度維持している。2018年、両国は「ノーブルパートナー18作戦」に参加、ジョージア陸軍とウクライナ海軍歩兵が共同で都市作戦演習を行った。
2020年、ウクライナのヴォロディミル・ゼレンスキー大統領がサアカシュヴィリを国家改革評議会の議長に任命したことで、両国の関係はふたたび悪化傾向に転じた。2020年、ジョージア政府は駐キーウの大使を召喚した。2021年10月、ジョージアに帰国していたサアカシュヴィリがトビリシで拘束されると、ゼレンスキー大統領は彼をウクライナへと取り戻すためには「あらゆる手を使う」ことを明言した。
両国の関係は、2022年ロシアのウクライナ侵攻においてもふたたび悪化した。同年2月1日、ジョージア議会は、ロシアが国境地帯での戦力増強を行うなかで、軍事的エスカレーションの可能性について懸念を示し、ウクライナへの支援決議を採択した。これは、ウクライナの領土保全への支持を再確認するものだった。侵攻開始から4ヶ月のあいだに、ジョージアは、ロシアの行動を非難する260以上の決議と声明に参加した。ジョージアは外交面においても政治面においてもウクライナを支援したが、西側諸国による対ロシア経済制裁には参加しなかった。ジョージアのこの姿勢に、ウクライナ当局は不満を表明している。トビリシで行われたウクライナへの連帯を示すデモをうけ、ゼレンスキー大統領はTwitter上で、ジョージアの人々への謝意をあらわしたうえで、「はっきり言うと、市民が『政府』ではないものの、政府よりも優れているときがあります」とツイートした。ウクライナはその後、ジョージアから大使を召喚し、話し合いをもつことで対応した。
同年4月4日、ウクライナ対外情報庁は、ジョージアがロシアの西側からの制裁逃れを助けていると非難する声明を発表し、「ロシアのエージェントがジョージア地域全体に密輸ルートを設定しており、ジョージアの特殊業務のトップは政治指導部から違法な密輸業者の活動に干渉しないように指示されている」と強調した。トビリシはこれに対し、批難は「誤報」であり「全く受け入れられない」とし、ウクライナ側に証言を行うか謝罪するよう求めた。翌日の4月5日、ウクライナのドミトロ・クレーバ外相は、ウクライナ政府はいまだジョージアから、ロシアではなくウクライナを支持する承認を待っている、とする声明を発表した。ジョージア当局はこれに対し、サアカシュヴィリの「統一国民運動」を念頭に、ウクライナ政府がジョージアの「急進的反体制家」と共謀していると批難した。ジョージアのテア・ツルキアニ副首相は、ウクライナが「逃亡ジョージア人犯罪者の聖域」と化していると述べたうえで、ウクライナ政府が「急進的反体制家」の物語を信じないことを望む、と述べた。ジョージア議会、外交委員会のニコロズ・サムハラゼ委員長は、『ヴァイス』誌とのインタビューで「ロシアからの圧力に一番晒されているのはジョージアです。ロシア軍は、私達がいま座っているここ、トビリシの中心部から30キロ先に駐留しているのです。ですから、こうした状況において、ジョージアはウクライナに対する外交的、政治的、そして人道的援助をその実力以上に行っているのだと考えています」と語った。ブチャの虐殺の発生後、ジョージアのシャルヴァ・パプアシュヴィリ国会議長率いる議員団がウクライナを訪問し、連帯を表明したことで、ウクライナとジョージア双方は「誤解は概ね解決した」とする見解を示した。
4月26日、ゼレンスキー大統領の顧問であるオレクシイ・アレストビッチは、ジョージアとモルドバを一連の紛争に関わらせ、対ロシア「第二戦線」を開かせることでウクライナの戦況を軽くしようと模索していると発言した。この見解はジョージアにおいて波紋を呼び、大きな批難を浴びた。ジョージア首相イラクリ・ガリバシヴィリは、マリウポリにおけるロシアによる破壊行為に触れたうえで「ジョージアはこの戦争に巻き込まれることはない」、「トビリシは第二のマリウポリにはならない」と世論を安心させる声明を出した。
2022年6月25日、ゼレンスキー大統領は、イホル・ドルホフ駐ジョージア大使を解任する法令に署名した。

## 文化交流
ジョージア人とウクライナ人の友好を祝うため、おおくのイベントが両国で行われている。2007年には、トビリシにウクライナの画家・詩人であるタラス・シェフチェンコの銅像が、キーウにジョージアの詩人であるショタ・ルスタヴェリの銅像が建立された。

## 在外公館所在地
- キーウ - 在ウクライナ・ジョージア大使館
- トビリシ - 在ジョージア・ウクライナ大使館

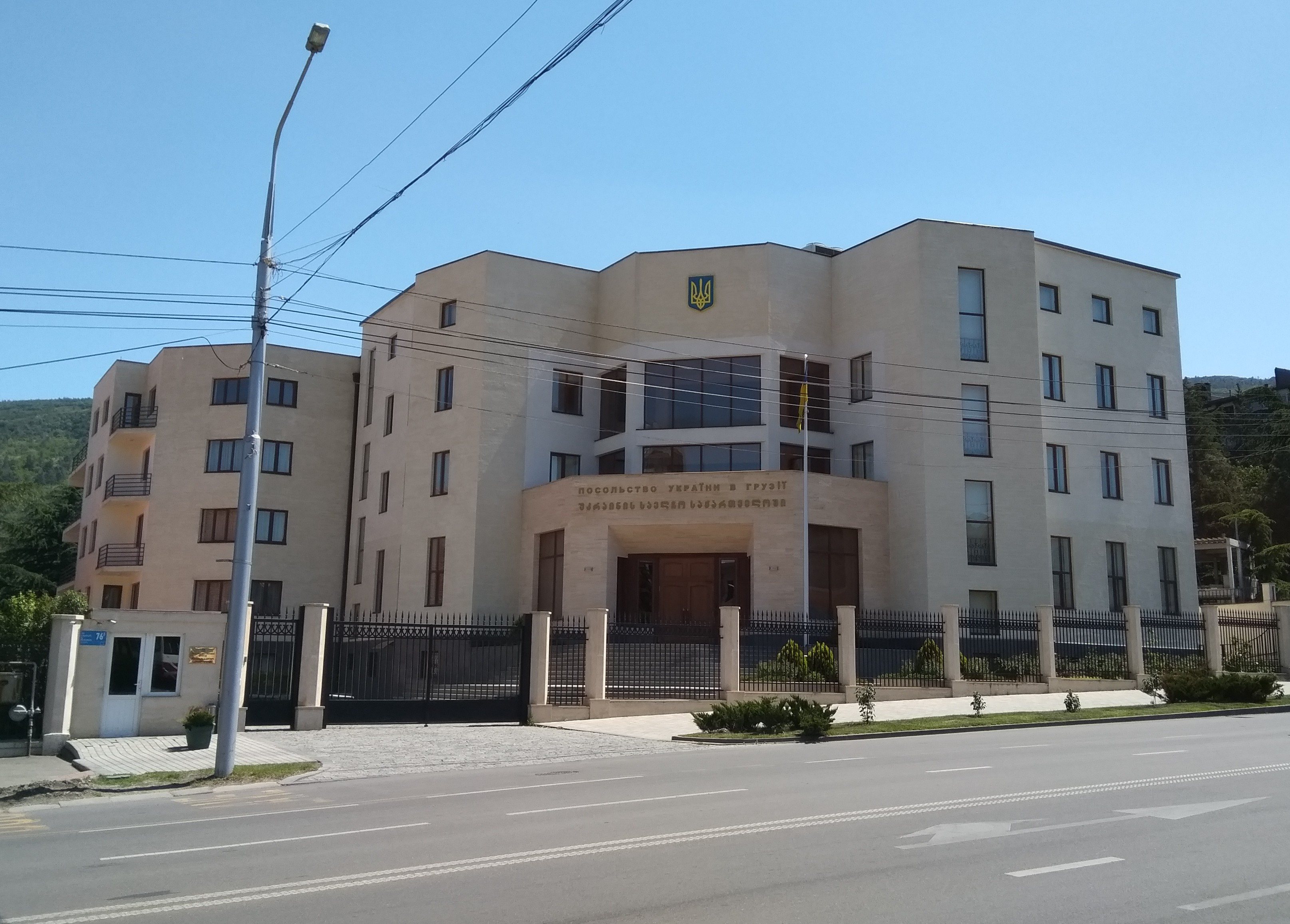
ウクライナ大使館（トビリシ）　2017年撮影
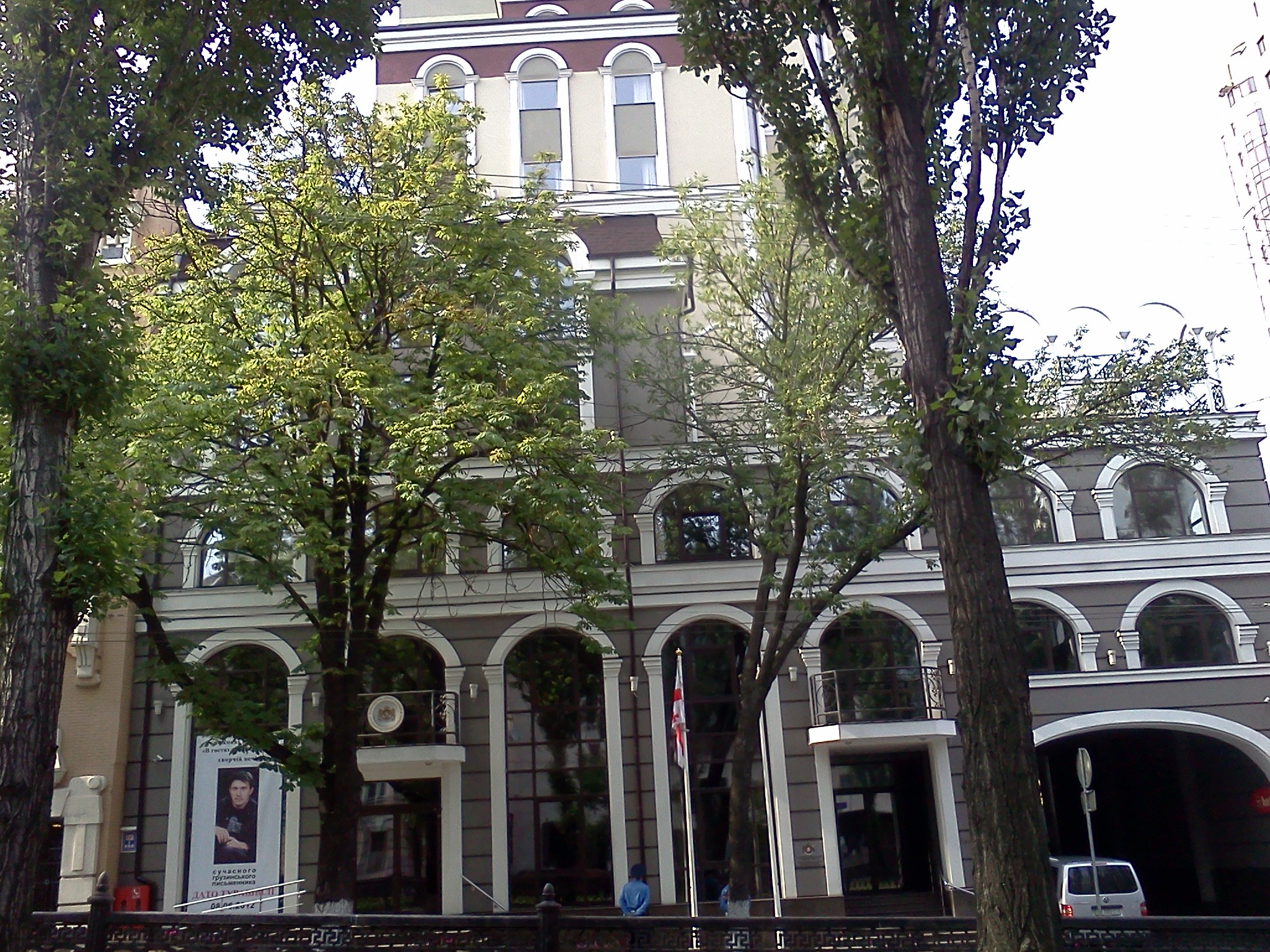
ジョージア大使館（キーウ）　2012年撮影